# パイトゥグ
パイトゥグ (ラテン文字:Paytug, Poytug、ウズベク語: Poytug’ / Пойтуғ、ロシア語: Пайтуг) はウズベキスタン・アンディジャン州の都市である。州都のアンディジャンからは北西に約25kmの位置にある。2010年の人口は27,632人、2012年の人口は28,335人となっている。「ポイトゥグ」と表記されることもある。

## 概要
1980年に都市として設立された。街の主な産業は製綿業である。街にはアンディジャンからナマンガンへと向かうウズベキスタン鉄道の駅がある。